# دهستان دونگماد
دهستان دونگماد (به لاتین: Dungmaed Gewog) یک دهستان در کشور بوتان است که در ناحیهٔ پماگاتشل واقع شده‌است.